# Städtischer Raum

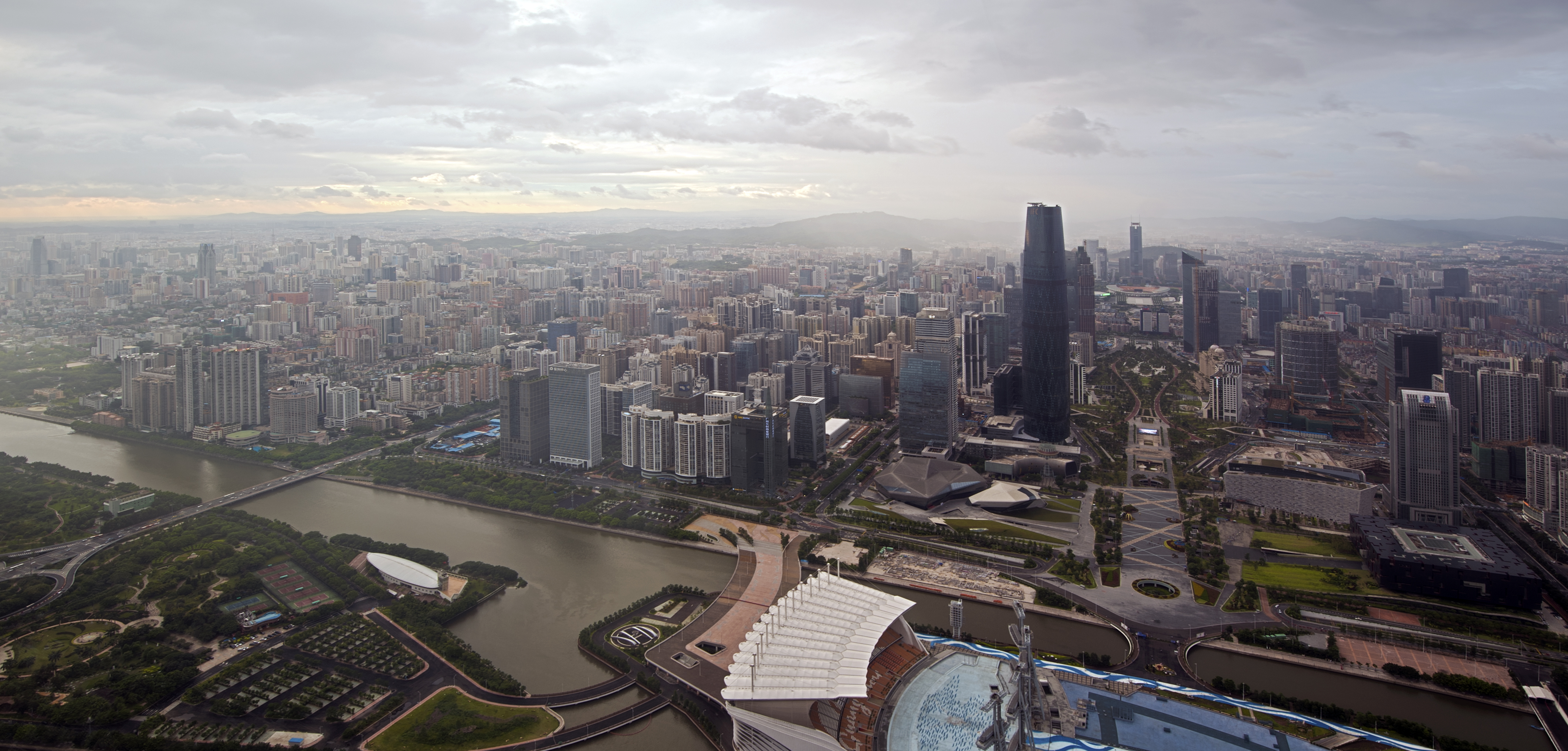
Guangzhou ist eine chinesische Stadt im Perlflussdelta mit 18,68 Millionen Einwohnern. Die Stadt stellt eine der größten zusammenhängenden Stadtlandschaften (Megalopolen) weltweit dar.

Städtischer Raum, auch städtisches Gebiet oder urbaner Raum, ist in der Siedlungsgeographie in Abgrenzung zum ländlichen Raum und zum nicht besiedelten Raum vorrangig ein städtisch besiedelter Raum. Insofern handelt es sich um einen Begriff der Stadtgeographie und der Stadtsoziologie. Der urbane Raum zeichnet sich durch Größe, hohe Bevölkerungs- und Bebauungsdichte sowie funktionsräumliche Spezialisierung und sozialräumliche Differenzierung aus. Daneben besitzen städtische Gebiete eine Zentrumsfunktion, die sich in der politischen, wirtschaftlichen und religiösen Bedeutung des Raumes widerspiegelt. Die Entwicklungsphasen einer Gesellschaft werden in städtischen Räumen abgebildet. Über die Hälfte der Weltbevölkerung lebt aufgrund der Urbanisierung in städtischen Räumen.

## Geschichtliche Entwicklung des Begriffs
Die Abgrenzung von ländlichem und städtischem Raum ist so alt wie die Städte selbst. Sie wurde in der Antike und im Mittelalter sichtbar durch den Mauerring und ist bis heute noch erkennbar an Siedlungsbezeichnungen wie vor den Mauern (italienisch fuori le mura usw.). Im Spätmittelalter und in der frühen Neuzeit bildeten sich außerhalb des städtischen Raumes die ersten vorstädtischen Räume.
Aufgrund der sie umgebenden, abgestuften Verdichtungsräume (auch Ballungsraum) gibt es heute oft keine klare Abgrenzung zwischen Stadt und Land mehr. Vielmehr fügt sich die Stadt in den ländlichen Raum ein, aber auch das Land in den städtischen Raum. Häufig wird dieser Prozess als Suburbanisierung gekennzeichnet. Auch wenn Gerhard Isbary und andere die Begriffe ländlicher Raum und städtischer Raum bereits früh als unbrauchbar für die Siedlungsgeographie und Soziologie kennzeichneten, haben andere Forscher an dieser grundsätzlichen Unterscheidung festgehalten und lediglich die Annahme einer scharfen Abgrenzung von Stadt und Land aufgegeben. Als städtisch gilt seither ein Raum mit großen Siedlungseinheiten, hoher Bevölkerungsdichte, fast ausschließlich nichtlandwirtschaftlicher Tätigkeit, Naturferne, Heterogenität der Bevölkerung, starker Stratifizierung und Mobilität, formalen und sekundäre Sozialbeziehungen.

## Umwandlung des Stadt-Land-Gegensatzes in ein System abgestufter Zwischentypen
In der Regel werden zwischen städtisch und ländlich heute weitere Raumtypen angesiedelt. Damit wird der Begriff des städtischen Raumes häufig mit den Begriffen der Kernstadt bzw. der Innenstadt identifiziert. So unterschied Andrew Hacker bereits Anfang der sechziger Jahre im englischsprachigen Kontext zwischen städtisch (englisch urban), vor- und trabantenstädtisch (suburban), mittelstädtisch (midurban) und ländlich (rural). Als städtisch gelten dabei Räume, in denen 60 % oder mehr der Einwohner in einer zentralen Stadt leben. Reinhold Grotz stellte aus geographischer Perspektive zwischen den städtischen und den ländlichen Raum den verstädterten Raum und machte die Typisierung an der Verteilung von Zentrums- und Umlandsbevölkerung fest:
| Raum               | Zentrumsbevölkerung | Umlandbevölkerung in Siedlungen mit 2000 Einwohnern und mehr | Umlandsbevölkerung in Siedlungen mit weniger als 2000 Einwohnern |
| Ländlicher Raum    | 20–40 %             | 0–20 %                                                       | 50–75 %                                                          |
| Verstädterter Raum | 25–50 %             | 25–40 %                                                      | 15–40 %                                                          |
| Städtischer Raum   | 25–50 %             | 45–75 %                                                      | 0–25 %                                                           |

Olaf Kühne kennt zwischen dem ländlichen und dem städtischen Raum den suburbanen Raum und macht für den städtischen Raum folgende Kriterien aus: Polyvalente Landschaften erster und zweiter Ordnung werden demnach durch Stadtteile mit hoher symbolischer Aufladung (z. B. Reeperbahn), City, Parks, Einkaufszentren gebildet; Wohn- und Industriegebiete gelten als monovalente Landschaften, Industriebrachen, aufgegebene Stadtteile sowie stillgelegte Gleisanlagen hingegen als „non-valente“ Landschaften. Diese Dreiteilung wird auch vom Schweizerischen Bundesamt für Statistik und Volkszählung verwendet.
Die OECD-Typologie unterscheidet heute zwischen vorwiegend städtisch, vorwiegend ländlich und intermediär geprägten Raumtypen, mehrere deutsche Typisierungen sprechen von Kernstädten, ländlichen und verdichteten Bezirken, am differenziertesten das Institut für Arbeitsmarkt- und Berufsforschung.